# Melanagromyza caucensis
Melanagromyza caucensis är en tvåvingeart som beskrevs av Steyskal 1972. Melanagromyza caucensis ingår i släktet Melanagromyza och familjen minerarflugor.
Artens utbredningsområde är Colombia. Inga underarter finns listade i Catalogue of Life.